# シンデレラ物語
『シンデレラ物語』（シンデレラものがたり）は、童話『シンデレラ』を原作とし、1996年にNHK衛星第2テレビジョンで放映されたタツノコプロ制作のテレビアニメ。全26話。海外向け作品であり、商社丸紅によってアラビア地区、韓国、フランス、イタリア、フィリピンなど多数の国で放送された。関西テレビでは、聴覚障害者向けの独自字幕を入れた上での再放送も行われた。また、DVDも全5巻リリースされた。

## あらすじ
父と継母、そして義姉2人と幸せに暮らしていたシンデレラ。しかし、父が仕事で遠地に赴任した途端、継母と義姉は豹変。召使いの扱いを受ける毎日だが、シンデレラは健気に頑張っていた。そんな生活の中で身分を隠している王子シャルルやたくさんの人々と出会い、ザラール侯爵の陰謀に巻き込まれてゆく。

## 登場人物
シンデレラ
声 - 川村万梨阿
エメラルド国の城下町外れにある屋敷に暮らすホワイエ公爵（声 - 円谷文彦）の娘。前向きで明るい少女。性格は女らしいのに行動力があり過ぎて、シャルルからはお転婆扱いされる。
父親が海外赴任へ行ってからというものの、継母や二人の義理の姉に召使の様にこき使われているが、本人は家事や義姉の世話を楽しみながらこなしている。
ワンダたちと会話ができ、彼らの力を借りながら事件を解決する。シャルル王子に憧れているが、姉たちのように王子と結婚したいとは思っていない。
シャルル
声 - 菊池正美
王子と同じ名前の、お調子者の少年。シンデレラを気に入る。自分の素性については適当なことを言ってはぐらかそうとするので、シンデレラからは「うそつきシャルル」と呼ばれてしまう。
正体はエメラルド国の王子その人。退屈な城から抜け出して城下に遊びに来ていた。勉強よりも馬術や剣術を好む。シンデレラと一緒に何かとトラブルに巻き込まれる。
パレット
声 - 三田ゆう子
魔女。シンデレラの実母フランソワーズ（声 - 鈴鹿千春）の親友。表向きは画家で、普段は子どもたちを相手に絵画教室を開いている。
フランソワーズからシンデレラのことを託され、陰ながら見守っている。
ワンダ
声 - 辻つとむ
シンデレラが子どもの頃から飼っている大型犬。パレットの魔法でシンデレラと会話できるようになる。変身後はいい体格の男性で馬車を操る御者。
チュチュ
声 - 中澤やよい
シンデレラの親友のネズミ。パレットの魔法でシンデレラと会話できるようになる。変身後は普通の女性で馬車後ろ側左。
ビンゴ
声 - 坪井智浩
シンデレラの親友のネズミ。パレットの魔法でシンデレラと会話できるようになる。変身後は普通の男性で馬車後ろ側右。
パピー
声 - 松下亜紀
シンデレラの親友の小鳥。パレットの魔法でシンデレラと会話できるようになる。変身後は飾りの羽根。
ミーシャ
声 - 林玉緒
ダントンが飼っている猫。トラブルメーカーで、シンデレラに度々いたずらをする。変身後は緑髪の女性で馬車の御者助手。
ダントン
声 - 沢田敏子
シンデレラの継母。夫が海外へ旅立つと態度を一変させる。娘のカトリーヌとジャンヌをシャルル王子の妃にするため、日夜努力している。
カトリーヌ
声 - 金野恵子
ダントンの連れ子で一番上の娘。左目尻にほくろがある。王子の妃の座を狙い、奮闘している。
ジャンヌ
声 - 松熊明子
ダントンの連れ子で二番目の娘。食いしん坊の気がある。カトリーヌと同じく王子の妃の座を狙う。
カトリーヌと異なり、時折シンデレラのことを気遣う素振りを見せる。
ピエール
声 - 宝亀克寿
ホワイエ家の従者。小さい頃からシンデレラを知っており、可愛がっている。
ザラール
声 - 中田和宏
エメラルド国の侯爵。国を乗っ取ろうと画策するが、シャルルの妨害に合う。
謀反を起こして国王の座を奪おうとするが、シャルルによって阻止され逃亡する。その後、シャルルとシンデレラの結婚式を襲いシャルルを殺そうとするが、時計台から足を踏み外して転落死する。
イザベル
声 - 岡村明美
ザラールの一人娘。シャルル王子の妃候補で本人も乗り気だったが、シャルル王子のつれなさに次第に興味をなくしていく。家出をした際にシンデレラに出会い、それ以降は友達となった。
メルビル
声 - 結城比呂
ザラールの遠縁で、イザベルの幼馴染み。イザベルに想いを寄せているが、大人しい性格のため気持ちを伝えられずにいる。シンデレラとシャルルの後押しでイザベルと結ばれ、二人で国を離れ旅に出る。
アレックス
声 - 成田剣
シャルル王子の側近で親友。シャルルが城下に出る時は、誤魔化すのに奔走している。
イアン
声 - 高木渉
シンデレラの友達。街でインチキ占いをしていた。シンデレラ・シャルルと友人になり、三人で事件を解決するようになる。
マルセル
声 - 鳥海勝美
イアンの親友で役者。容姿がシャルル王子に似ており、ザラールによってシャルル王子の偽物に仕立て上げられる。
ブレード
声 - 仲野裕
ザラールの手下。大柄な男で、剣術の使い手。
国王、王妃
声 - 仲野裕、湯屋敦子
シャルル王子の両親。シャルル王子のことは、とても信頼している。謀反を起こされるまでザラールの陰謀には気付いていなかった。
ハンス
声 - 宝亀克寿
シャルル王子の幼少からの世話係。ザラールによって一時城の役目を解かれるが、ザラールの失脚後は再び城に戻る。
ニコラ
声 - 中野浩司
貧しいバイオリン奏者。侯爵家のラ・バリエール（声 - 弥生みつき）と相思相愛だが、彼女の両親の反対で結婚できずにいる。シンデレラとシャルルの協力を得てラ・バリエールと駆け落ちし、二人で暮らすようになる。
ゾア
声 - 大木民夫
エメラルド国一の絵描き。肖像画を描いた貴族が死んだ際、「肖像画を描かれたら死んでしまう」と噂され街を追い出されてしまう。それ以降魔術を学び、本当に描いた相手が死ぬようになってしまう。
自分の絵を心から愛してくれるシンデレラに出会い、純粋な心を取り戻し、魔術を封印する。

## スタッフ
- 原作 - シャルル・ペロー
- 製作 - 吉田健二、九里一平
- 企画 - 成嶋弘毅
- プロデューサー - 内山秀二、由井正俊
- 制作担当 - 堀川憲司
- 制作管理 - 柴田勝
- シリーズ構成 - 桜井正明
- 文芸担当 - 大倉宏俊
- キャラクターデザイン - 竜の子企画室
- 美術監督 - 脇威志
- 色彩メイン設定 - 佐久間クミ子
- OPアニメーション - 須田正己、加藤茂
- 撮影監督 - 横山幸太郎
- 音響監督 - 松川陸
- チーフディレクター - 石山タカ明
- 総監督 - 笹川ひろし
- アニメーション制作 - タツノコプロ
- 製作 - タツノコプロ、丸紅、ビデオ・メック（聴覚障害者向独自字幕版、関西テレビのみ）、インターフィルム（イタリア※ノンクレジット[3]）[4]

## 主題歌
- オープニングテーマ「愛プラス愛」
  - 作詞：大津あきら／作曲・編曲：小島久政／歌：ジュディ・オング

- エンディングテーマ「生まれたての愛の中」
  - 作詞：大津あきら／作曲：大塚修司／編曲：小島久政／歌：ジュディ・オング

## 各話リスト
| 話数   | サブタイトル            | 脚本     | 絵コンテ   | 演出       | 作画監督 | 放送日        |
| ------ | ----------------------- | -------- | ---------- | ---------- | -------- | ------------- |
| 第1話  | 素敵なレディになりたい  | 桜井正明 | 石山タカ明 | 石山タカ明 | 須田正己 | 1996年 4月4日 |
| 第2話  | シロツメクサの夢        | 中弘子   | 西山明樹彦 | 西山明樹彦 | 小黒晃   | 4月11日       |
| 第3話  | あこがれの王子さま      | 平見瞠   | 石山タカ明 | 浅田裕二   | 井口忠一 | 4月18日       |
| 第4話  | 素敵な私の王子さま      | 荒川稔久 | 松園公     | 松園公     | 加藤茂   | 4月25日       |
| 第5話  | 夢のような出会い        | 桜井正明 | 石山タカ明 | 石山タカ明 | 井口忠一 | 5月2日        |
| 第6話  | ぶどう園の秘密          | 中弘子   | 西山明樹彦 | 西山明樹彦 | 小黒晃   | 5月9日        |
| 第7話  | いんちき占い師          | 平見瞠   | 浅田裕二   | 浅田裕二   | 須田正己 | 5月16日       |
| 第8話  | 魔法の笑顔とおまじない  | 荒川稔久 | 松園公     | 松園公     | 加藤茂   | 5月23日       |
| 第9話  | 気になるあいつ          | 桜井正明 | 石山タカ明 | 狭山太郎   | 兵頭敬   | 5月30日       |
| 第10話 | 悲しきバイオリン        | 中弘子   | 笹川ひろし | 西山明樹彦 | 井口忠一 | 6月6日        |
| 第11話 | 素敵な恋をしてみたい    | 平見瞠   | 石山タカ明 | 石山タカ明 | 井口忠一 | 6月13日       |
| 第12話 | 王子さま はじめまして!  | 荒川稔久 | 浅田裕二   | 浅田裕二   | 須田正己 | 6月20日       |
| 第13話 | 愛の行方…消えたイザベル | 桜井正明 | 松園公     | 松園公     | 加藤茂   | 6月27日       |
| 第14話 | シャルル王子の秘密      | 中弘子   | 狭山太郎   | 狭山太郎   | 兵頭敬   | 7月4日        |
| 第15話 | 二人のシャルル王子      | 平見瞠   | 笹川ひろし | 西山明樹彦 | 須田正己 | 7月11日       |
| 第16話 | お手伝いは王子さま      | 中弘子   | 石山タカ明 | 石山タカ明 | 井口忠一 | 7月18日       |
| 第17話 | 小さな心に優しい気持ち  | 桜井正明 | 浅田裕二   | 浅田裕二   | 須田正己 | 7月25日       |
| 第18話 | 不気味な絵描き          | 平見瞠   | 松園公     | 雄谷将仁   | 青鉢芳信 | 8月1日        |
| 第19話 | 盗賊団をやっつけろ      | 中弘子   | 狭山太郎   | 狭山太郎   | 兵頭敬   | 8月8日        |
| 第20話 | 幸せへの旅立ち          | 中弘子   | 笹川ひろし | 西山明樹彦 | 井口忠一 | 8月15日       |
| 第21話 | お母さまの思い出        | 平見瞠   | 石山タカ明 | 石山タカ明 | 井口忠一 | 8月22日       |
| 第22話 | シンデレラ危機一髪      | 平見瞠   | 浅田裕二   | 浅田裕二   | 須田正己 | 8月29日       |
| 第23話 | 狙われた王子さま        | 桜井正明 | 石山タカ明 | 石山タカ明 | 加藤茂   | 9月5日        |
| 第24話 | 舞踏会への招待状        | 平見瞠   | 石山タカ明 | 石山タカ明 | 井口忠一 | 9月12日       |
| 第25話 | 幸せを呼ぶ靴            | 中弘子   | 狭山太郎   | 狭山太郎   | 兵頭敬   | 9月26日       |
| 第26話 | 幸せな結婚式            | 桜井正明 | 石山タカ明 | 石山タカ明 | 嶋津郁雄 | 10月3日       |